# دينار أموي
الدينار الأمويّ كانت العملة الأساسية في الدولة الأموية منذ تأسيسها هي الدينار الإسلامي. سكَّت النقود في الدولة الأموية منذ عهد معاوية بن أبي سفيان، إلا إنَّها شهدت تعريباً وتنظيماً كبيراً في عهد الخليفة الأموي الخامس عبد الملك بن مروان في سنة 74 هـ، بعد أن أمر بضربها معَ صورة الخليفة وشهادة الإسلام بدلاً من اللغة الرومانية مع صورة هرقل كما كان في السابق، حيث كانت تضرب النقود المتداولة في الدولة بالبلاد الأجنبية.
كانت النقود الإسلامية تسكّ منذ عهد عمر بن الخطاب، وكذلك في عهد معاوية وعبد الله بن الزبير. بدأت مراحل تطور العملة الإسلامية الحقيقية في عهد الخليفة عبد الملك بن مروان سنة 74 هـ - 693م، عندما أصبح للسكة دور خاصة بها تتبع السلطة الحاكمة وتكون تحت إشراف القضاة بإضافة شهادة التوحيد «لا إله إلا الله محمد رسول الله» على العملات، كما أزيلت في هذه المرحلة صورة هرقل وولديه من على الدنانير واستُبدلَت بها صورة الخليفة التي أُحيطت بكتابات كوفية بشكل دائري. ويُصوَّر على هذه العملات الخليفة «عبد الملك بن مروان» وبيده سيفه رمز الإمامة والجهاد. خضع سك النقود لبعض التغييرات في عهد يزيد بن عبد الملك، إلا إن هشام أعادها إلى سابق عهدها، وأمر بضربها في مدينة واسط حصراً.

## التاريخ

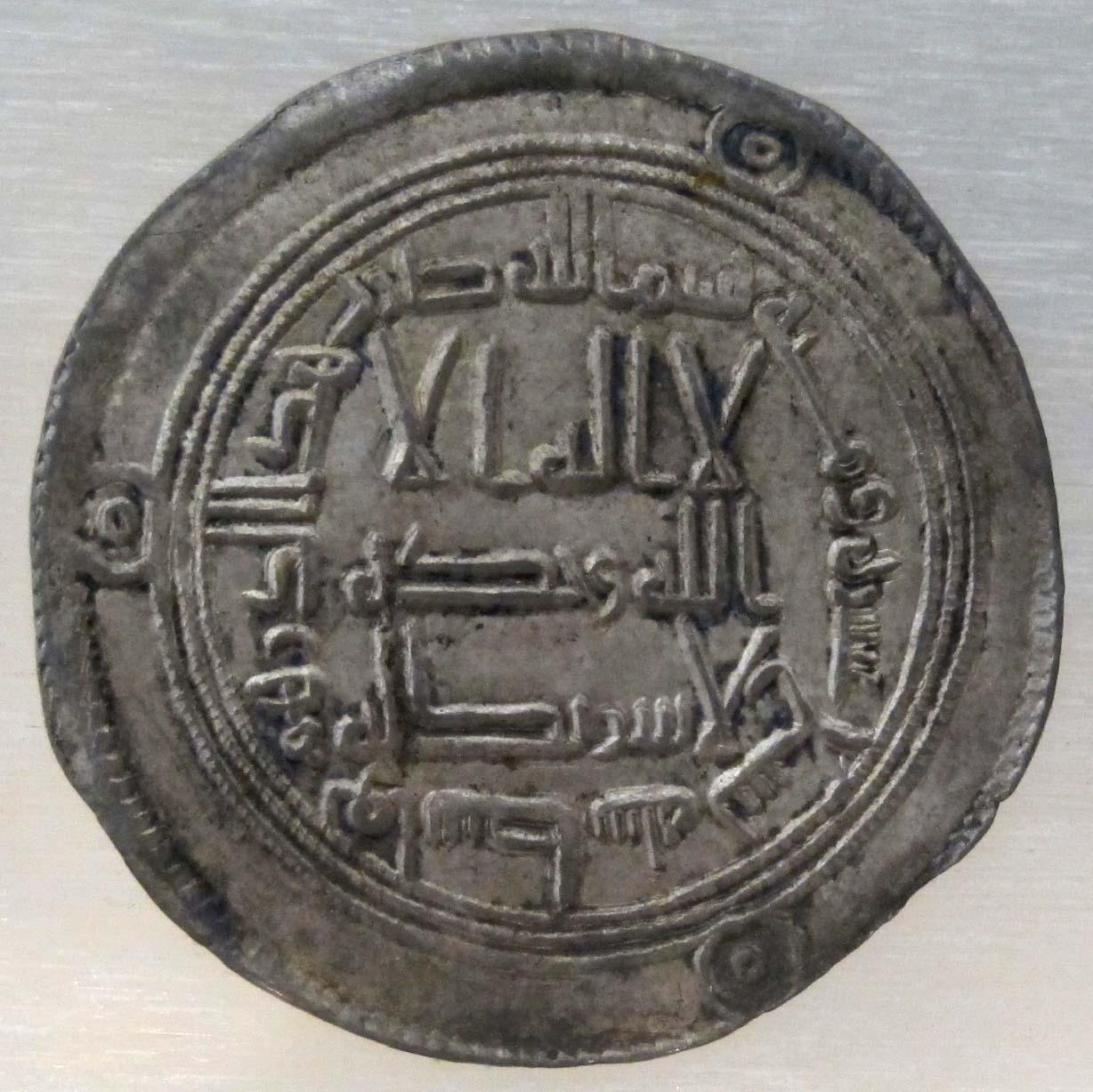
درهم فضي من عهد هشام بن عبد الملك.

وفق ما أورده تقي الدين المقريزي في مخطوطته «شذور العقود في ذكر النقود» (عن تاريخ النقود في دولة الإسلام حتى عهده)، قام معاوية بن أبي سفيان خلال عصره بتصغير قيمة الدراهم بطلبٍ من واليه على العراق زياد بن أبيه، فأصبحت قيمة كل عشرة دراهم نحو سبعة مثاقيل، ونقش على المثاقيل حتى تشبه في شكلها الدراهم، كما بلغت قيمة الدرهم الواحد ستة دوانيق، أو خمسة عشر قيراطاً. وقد كانت تنقش على الدنانير في عهد معاوية صورة تمثالٍ يتقلَّد سيفاً. كان أول من ضرب الدراهم المستديرة في تاريخ الإسلام هو عبد الله بن الزبير أثناء ثورته على الأمويين، ونقش على وجهيها «محمَّد رسول الله» و«أمر الله بالوفاء والعدل»، وكانت الدراهم قبل ذلك تضرب ممسوحة وسميكة قصيرة. وقد كان مصعب بن الزبير أيضاً يضرب الدراهم في العراق، خلال ولايته القصيرة عليها، وكانت بنفس قيمتها في عهد معاوية.

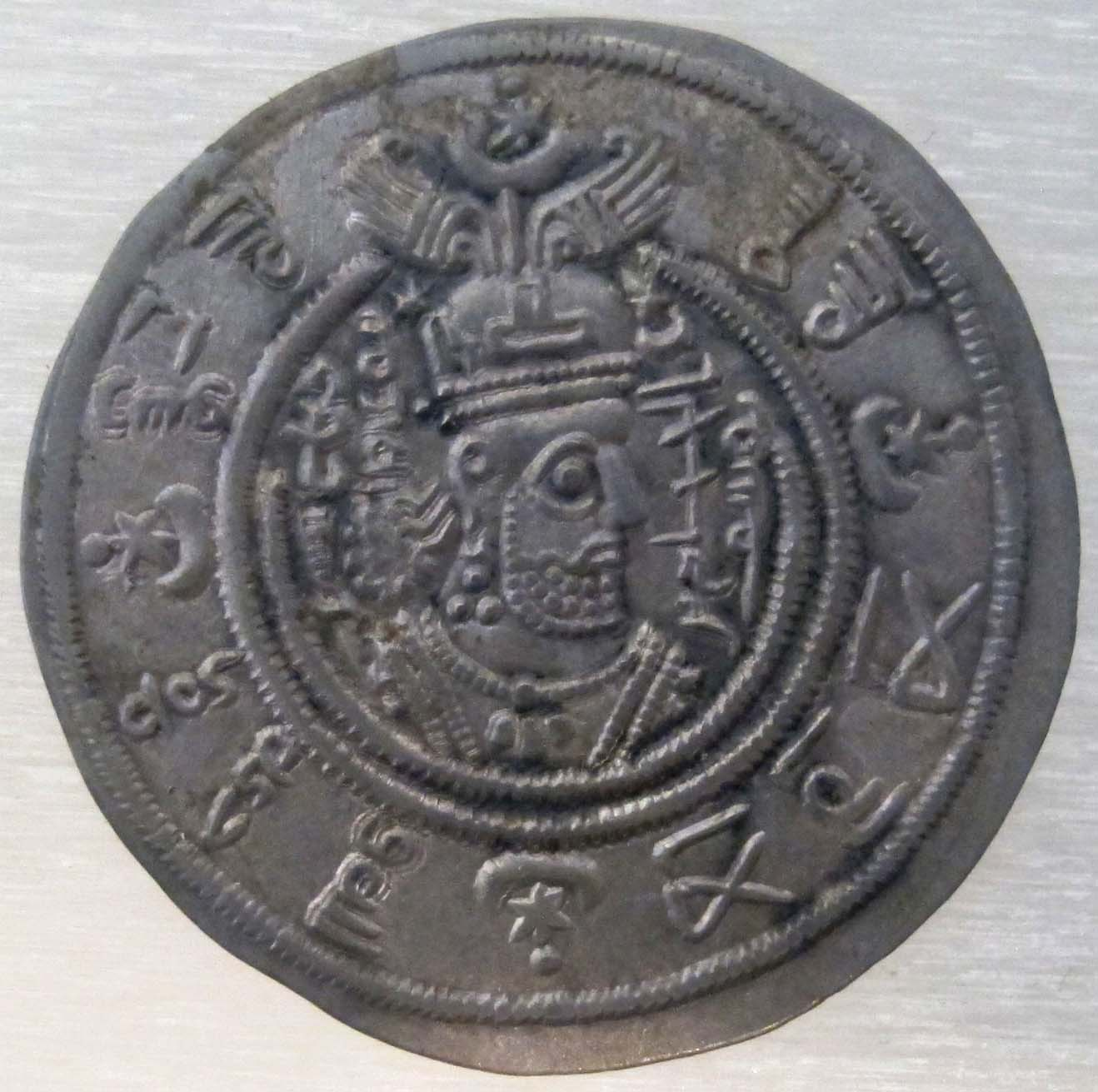
درهم فضي ساساني استخدم في العصر الأموي.

عندما وصل إلى الحكم عبد الملك بن مروان وعاد الاستقرار إلى الدولة الأموية، بدأ بضرب الدنانير للمرَّة الأولى باللغة العربية. يذكر بعض المؤرخين أن عبد الملك بن مروان بدأ بضرب النقود بطلبٍ من خالد بن يزيد بن مسعود الذي قال له: «يا أمير المؤمنين، إن العلماء من أهل الكتاب الأول يذكرون أنهم يجدون في كتبهم أن أطول الخلفاء عمراً من قدس الله تعالى في الدرهم»، كما يقال أن عبد الملك أمر بأن تكتب على ورق البردي الذي يباع إلى الروم شهادة أن لا إله إلا الله، فهدَّد ملك الروم بأن يسك على نقوده التي يستعملها المسلمون ما يسيء إلى محمد، فغضب الخليفة لذلك ونصحه خالد بن يزيد بضرب النقود بالعربية والكفّ عن استعمال النقود البيزنطية، ففعل. رغم ذلك، فإنَّ بعض الباحثين يرون مبالغة في الدور الذي نسب إلى عبد الملك بن مروان بسكّ النقود العربية، إذ إنَّه من المعروف أن النقود سكَّت في تاريخ الإسلام منذ عهد عمر بن الخطاب، وفي العصر الأموي سكَّها معاوية أول الخلفاء ثم عبد الله بن الزبير، وأما ما فعله عبد الملك فقد كان تنظيم سكة النقود بتوحيدها في مختلف أنحاء الدولة ووضع معايير قياسية لأوزانها وأشكالها، وذلك للمساعدة في تسهيل جمع الزكاة.
نقش على نقود عبد الملك بن مروان «قل هو الله أحد» و«لا إله إلا الله»، كما وضع على وجهيها طوقاً كتب عليه «ضرب هذا الدرهم بمدينة كذا» و«محمد رسول الله أرسله بالهدى ودين الحق ليظهره على الدين كله ولو كره المشركون». إلا إنَّ ضرب هذه الدراهم في العراق على عهد الحجاج بن يوسف أثار غضب الناس، لأنها أصبحت تضرب بالعربية بعد أن كانت بالفارسية، وزاد ذلك في حنقهم على الحجاج. بلغت قيمة الدرهم في عهد عبد الملك 22 قيراطاً (عدا حبة) والدراهم بقيمة 15 قيراطاً، وأما القيراط فبلغت قيمته أربع حبات، وقيمة الدانق قيراطان ونصف. وضربت هذه النقود في العراق. ويعد بعض الباحثين عصر عبد الملك بن مروان فترة إصلاح نقديّ بارزةٍ في تاريخ الإسلام، نجحت في تطوير اقتصاد الدولة الأموية وتنميته على الأصعدة المختلفة، ودعم استقلاليتها عن الدول المجاورة وتقوية سيادتها.
ظلَّت أوزان عبد الملك بن مروان تستعمل على حالها طوال عهد الوليد وسليمان وعمر بن عبد العزيز، لكن عندما جاء عهد يزيد قام واليه على العراق عمر بن هبيرة بضرب الدراهم بقيمة ستة دوانيق لكلّ درهم، وأصبحت تعرف هذه الدراهم بـ«الهبيرية». ولما جاء من بعده هشام أعادها إلى سابق عهدها، وهو سبعة دوانيق، وأمر بحظر ضرب النقود في أي مدينةٍ من مدن الدولة غير واسط بالعراق. وظلَّت الحال هكذا حتى مجيء آخر خلفاء بني أمية، وهو مروان بن محمد، الذي نقل دور السكة إلى حرَّان بالجزيرة، وظلت الحال هكذا حتى مقتله وسقوط الدولة الأموية.